# Dalian Airlines

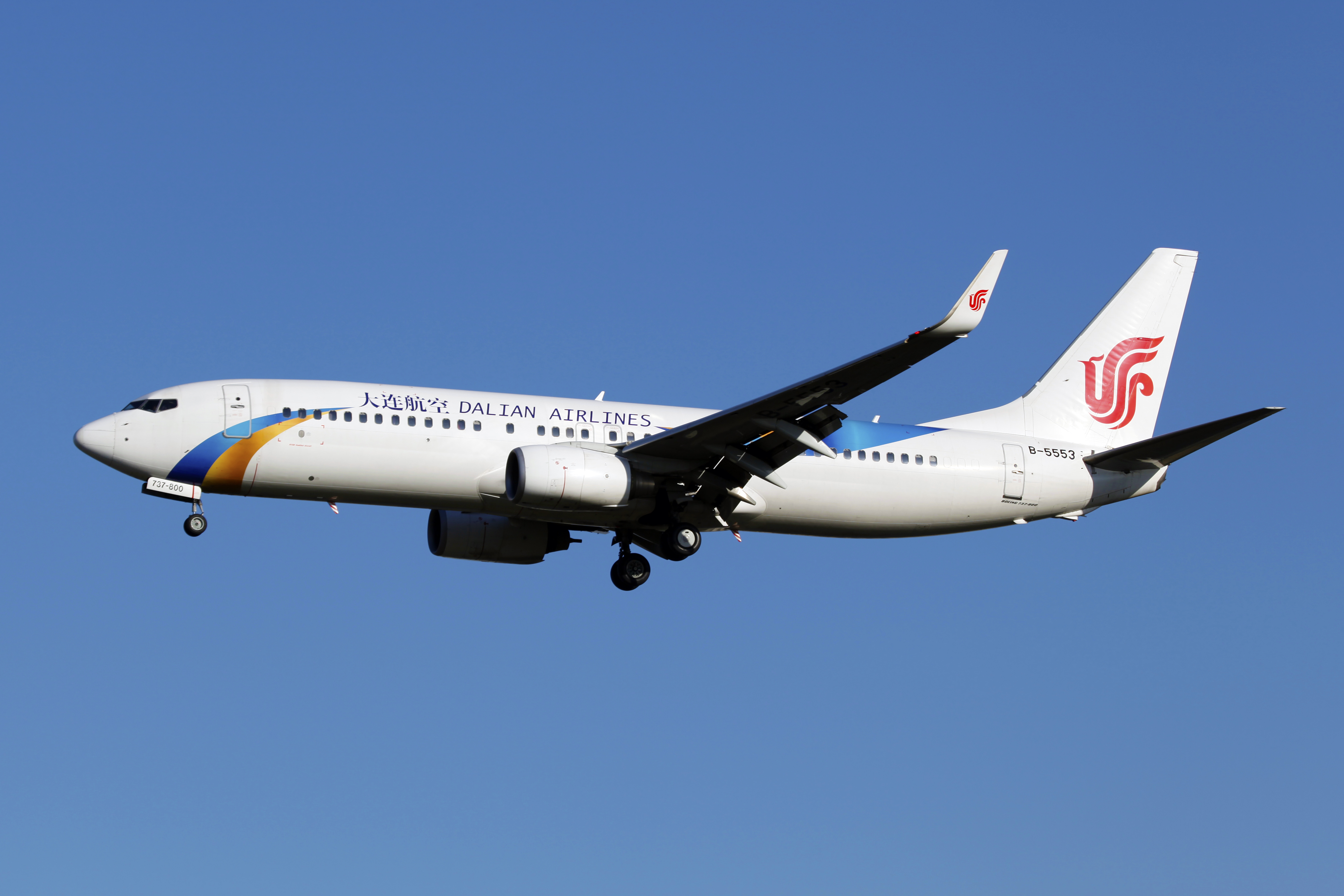
Boeing 737—800 авиакомпании Dalian Airlines

Dalian Airlines (кит. 大连航空) — китайская авиакомпания со штаб-квартирой в городе Далянь (провинция Ляонин, КНР), работающая в сфере региональных пассажирских и грузовых перевозок. Дочернее предприятие флагманской авиакомпании Китая Air China.
Портом приписки перевозчика и его главным транзитным узлом (хабом) является международный аэропорт Далянь Чжоушуйцзы.

## История
До 2011 года правительство города Далянь вело переговоры с конгломератом HNA Group (владельцем Hainan Airlines) о создании регионального авиаперевозчика, которые затем зашли в тупик вследствие неустранимых разногласий между сторонами. Вопрос об образовании новой авиакомпании удалось решить с магистральным перевозчиком Air China.
5 июля 2011 года Министерство гражданской авиации Китайской Народной Республики выдало разрешение Air China и компании «Dalian Baoshui Zhengtong Co.» на создание авиакомпании Dalian Airlines Co Ltd. в рамках заключённого год назад соглашения между магистралом и правительством Даляня.
Dalian Airlines была образована на базе капитализации в один миллиард юаней, 800 миллионов было проинвестировано Air China, 200 миллионов — «Dalian Baoshui Zhengtong Co.». Доли собственности между компаниями распределились в частях 80 % и 20 % соответственно.
Авиакомпания начала операционную деятельность 31 декабря 2011 года, совершив свой первый регулярный рейс из Даляня в Шэньчжэнь.
В апреле 2016 года Министерство гражданской авиации КНР выдало авиакомпании официальное разрешение на выполнение международных регулярных рейсов.

## Маршрутная сеть
Авиакомпания планирует связать Далянь со столицами всех провинций Китая и основными туристическими зонами. На международных направлениях перевозчик рассчитывает выйти на маршруты в Японию и Южную Корею.
В июне 2012 года маршрутная сеть регулярных перевозок авиакомпании Dalian Airlines охватывала следующие пункты назначения:
- Пекин — международный аэропорт Шоуду
- Далянь — международный аэропорт Далянь Чжоушуйцзы (хаб)
- Ханчжоу — международный аэропорт Ханчжоу Сяошань
- Шэньчжэнь — международный аэропорт Шэньчжэнь Баоань
- Сиань — международный аэропорт Сиань Сяньян

## Флот
В июле 2015 года воздушный флот авиакомпании Dalian Airlines составляли следующие самолёты: